# Breitenlohe (Eschenbach in der Oberpfalz)
Breitenlohe ist ein Ortsteil der Stadt Eschenbach in der Oberpfalz im oberpfälzischen Landkreis Neustadt an der Waldnaab in Bayern. 

## Geographie
Der Weiler ist ca. 2 Kilometer (Straßenroute) vom Stadtrand Eschenbachs in der Oberpfalz entfernt. Ursprünglich bestand es aus einer Ansammlung von kleineren Bauernhöfen. Seit der Jahrtausendwende wurden die landwirtschaftlichen Betriebe aufgegeben.

## Sonstiges
Breitenlohe wurde zwischen 2010 und 2020 an das Kanalnetz der Stadt angeschlossen.
Die Ortskapelle ist nicht in der Denkmalliste eingetragen.